# Omicidio di Guido Galli

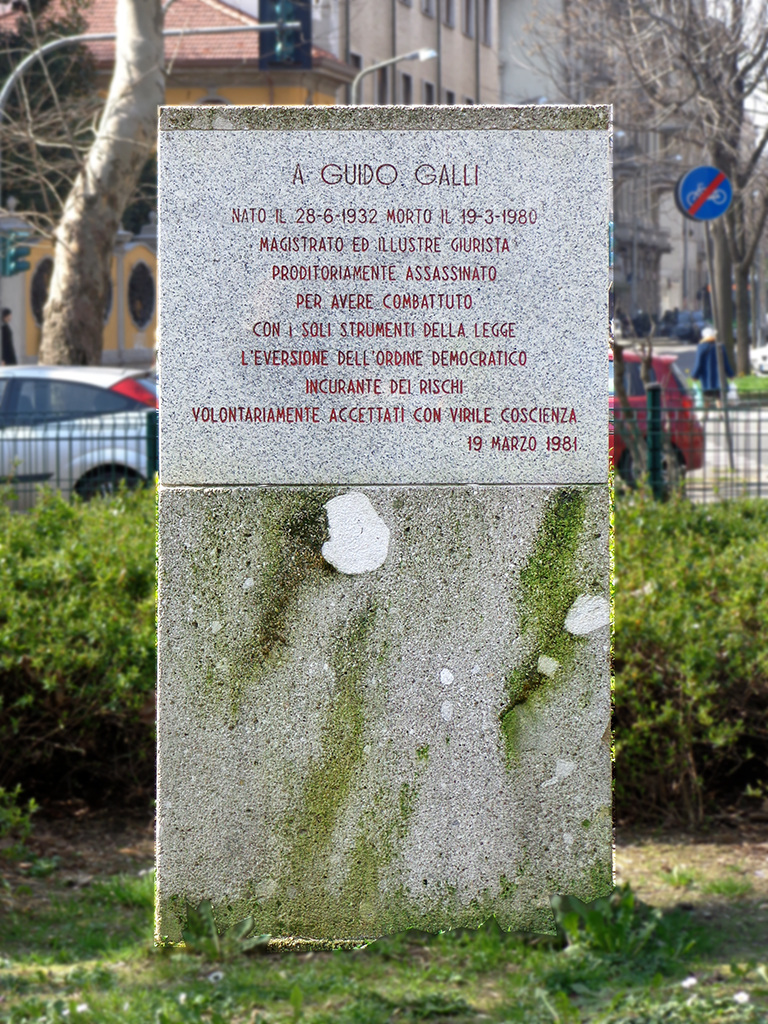
Monumento a Guido Galli in piazzale Susa a Milano

L'omicidio di Guido Galli venne commesso a Milano il 19 marzo 1980 da un gruppo armato di Prima Linea, organizzazione terroristica di estrema sinistra durante gli anni di piombo.

## Storia
Guido Galli (Bergamo, 28 giugno 1932 - Milano, 19 marzo 1980) era un magistrato e docente di criminologia, che venne assassinato il 19 marzo 1980 a Milano, da un nucleo armato di Prima Linea, gruppo armato di estrema sinistra molto attivo durante gli anni di piombo, a causa della sua azione di magistrato contro il terrorismo in quanto fu lui infatti a concludere la prima maxi-inchiesta partita nel settembre del 1978 dopo l'arresto di Corrado Alunni e il ritrovamento del covo di via Negroli, a Milano.
Fu colpito inizialmente alla schiena e dopo che fu caduto, i terroristi lo finirono sparandogli due colpi alla nuca; l'omicidio avvenne fuori da quella che divenne poi l'aula 309, dedicata alla sua memoria, dell'Università di Milano. Del gruppo di fuoco facevano parte Sergio Segio, Maurice Bignami, Michele Viscardi. Venne sepolto nel piccolo cimitero di Piazzolo.
Fu amico di Piero Pajardi. Quest'ultimo gli dedicò parte del libro Operazione Giustizia (Cedam, Padova 1991).
Le figlie Alessandra e Carla hanno intrapreso anch'esse la carriera in magistratura.

## Commemorazioni

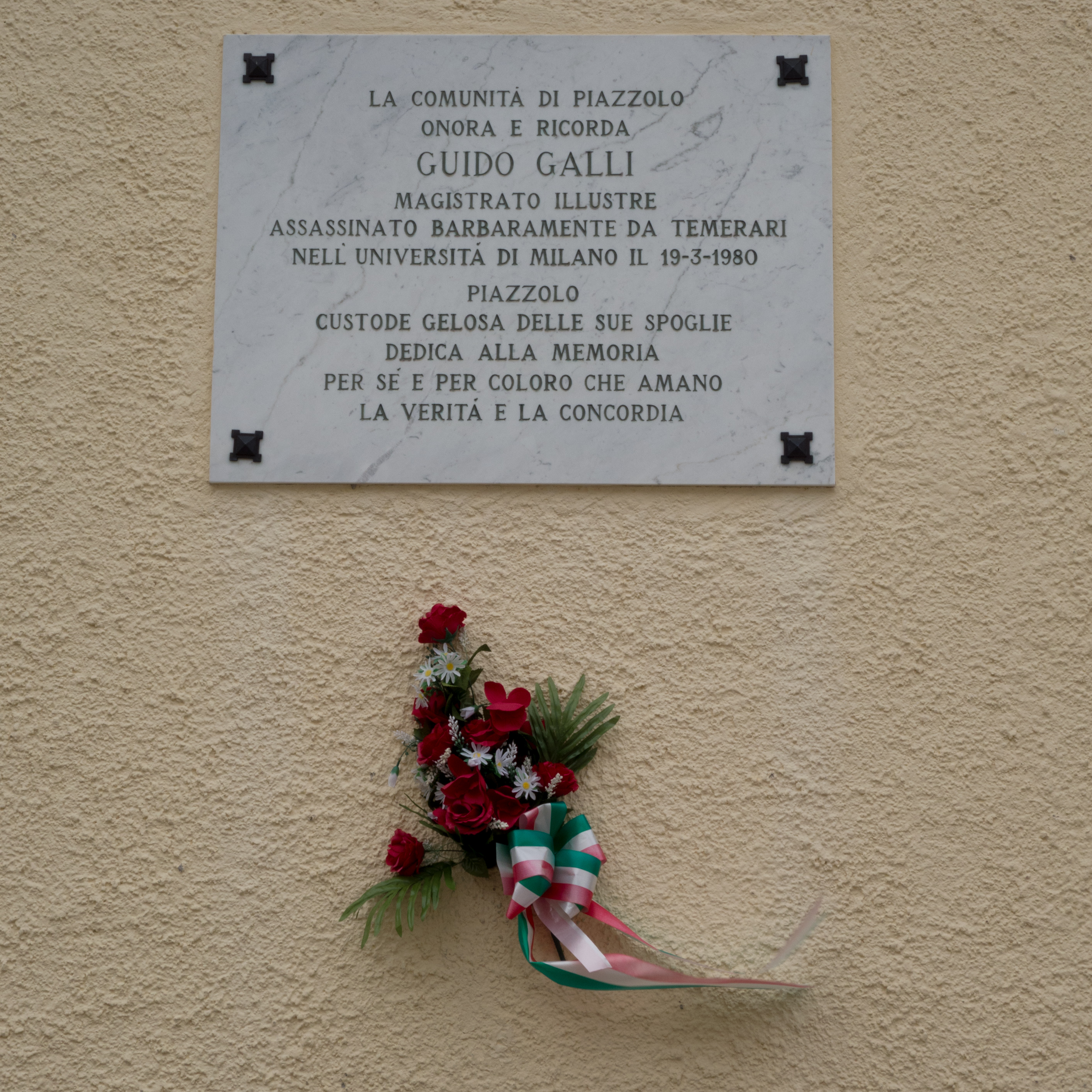
Targa a ricordo di Guido Galli presso Piazzolo

- A Guido Galli sono intitolate vie a Bergamo, Lodi, Piazzolo, Bariano, Comun Nuovo, Desio, Paderno Dugnano, Treviolo, Dalmine, San Donato Milanese, Parma[5].
- Dall'anno scolastico 1980/81, al magistrato è stato dedicato l'Istituto professionale Guido Galli di Bergamo.[6]
- Nel 1981, il Comune di Milano ha intitolato al magistrato il Parco Guido Galli. L'attuale aula 309 dell'Università degli Studi di Milano, sede di via Festa del Perdono, è dedicata alla sua memoria, giacché il giurista vi insegnò per diversi anni e proprio davanti quell'aula avvenne l'attentato in cui perse la vita.
- Nel 1981 è stata eretto un monumento in piazzale Susa a Milano
- Nel 2004 gli è stata intitolata l'aula consiliare del consiglio di zona 3, ora Municipio 3, in via Sansovino 9 a Milano
- Nel 2014 gli è stato intitolato l'Istituto Comprensivo di Viale Romagna a Milano[7]
- Nel 2013 l'Aula Magna del Palazzo di Giustizia di Milano è stata intitolata a Emilio Alessandrini e a Guido Galli
- Nel 2019, come Magistrato, educatore al valore della legalità e padre di famiglia, gli è stata intitolata la monografia: "La disapplicazione degli atti da parte del giudice amministrativo", autore Ivano Bianchini, Macerata.

A Guido Galli sono state dedicate aule nei Palazzi di giustizia:
- nel 1982, la biblioteca del Tribunale di Bergamo;[8]
- nel 2007, nella Sezione distaccata di Saronno;[9]
- nel 2009, l'aula principale delle udienze penali del Tribunale di Trento (insieme ad Emilio Alessandrini);[10][11]
- nel 2010, l'aula magna del Tribunale di Prato (insieme ad Emilio Alessandrini);[12][13]
- nel 2013, l'aula magna del Palazzo di Giustizia di Milano (insieme ad Emilio Alessandrini);[14]
- (Data sconosciuta) Aula Tribunale di Bologna